# 12月9日
12月9日（じゅうにがつここのか）は、グレゴリオ暦で年始から343日目（閏年では344日目）にあたり、年末まであと22日ある。

## できごと
- 536年 - 東ローマ帝国の将軍ベリサリウスが東ゴート王国のローマに入城。
- 887年（仁和3年11月21日） - 阿衡事件: 宇多天皇が藤原基経に引き続き政務を執るよう、初めて「関白」の語を使用した詔勅を出す[1]。
- 1872年（明治5年11月9日） - 明治政府が、この年の12月31日（12月2日 (旧暦)）の翌日から太陰太陽暦を廃止して太陽暦を採用することを決定。
- 1905年 - フランスで政教分離法が公布。
- 1911年 - 浪花節の桃中軒雲右衛門が日本初のレコードの吹き込みを行う。
- 1915年 - 三毛別羆事件発生[2]。
- 1920年 - 大杉栄らが日本社会主義同盟を結成。
- 1931年 - スペイン第二共和政: スペインの国会で新憲法が成立。
- 1935年 - 12.9運動。日本が河北省などに設置する予定の冀察政務委員会に反対して北京の学生が抗日デモ。
- 1941年 - 第二次世界大戦: 中国国民政府・大韓民国臨時政府・キューバ・グアテマラ・フィリピンが日本・ドイツに宣戦布告。
- 1945年 - GHQが農地改革を指示。
- 1945年 - GHQによる宣伝番組「眞相はかうだ」放送開始。
- 1946年 - ニュルンベルク継続裁判が開始。
- 1948年 - 集団殺害罪の防止及び処罰に関する条約（ジェノサイド条約）締結。
- 1950年 - 京都市内の円山公園で開催されていた越年闘争総決起集会の参加者と警察が衝突。警察側の負傷者40人、学生、労働者側の負傷者50人。拘束者は108人にのぼった[3]。
- 1962年 - タンガニーカ（現在のタンザニアの一部）が英連邦王国から独立。
- 1966年 - バルバドスが国連に加盟。
- 1968年 - 世界で初めてハイパーテキスト・マウスなどを実用化したコンピュータシステムNLSがデモ公開される。
- 1971年 - アラブ首長国連邦が国連に加盟。
- 1974年 - 田中金脈問題で田中角榮内閣が総辞職し、三木武夫内閣が発足。
- 1975年 - 国連総会で障害者の権利宣言を採択。
- 1986年 - ビートたけしとたけし軍団によるフライデー襲撃事件が起こる。
- 1987年 - 対ソ連軍領空侵犯機警告射撃事件が起こる。
- 1989年 - 全国労働組合連絡協議会（全労協）結成。
- 1990年 - ポーランドの大統領選挙でレフ・ヴァウェンサ議長が当選[4]。
- 1992年 - ダイアナ妃とチャールズ3世（当時皇太子）の離婚が発表される。
- 1993年 - 将棋の公式戦史上初めて女流棋士中井広恵が男性棋士池田修一から白星を挙げる。
- 1995年 - アメリカ海軍のニミッツ級航空母艦の7番艦であるジョン・C・ステニスがサンディアゴ港にて就役。
- 1995年 - 白川郷・五箇山の合掌造り集落が日本で6件目の世界遺産に登録される。
- 2003年 - 日本の火星探査機「のぞみ」の火星周回軌道投入を断念。火星への衝突を回避するため、「のぞみ」に弱い噴射を行うコマンドが送信される[5]。
- 2005年 - 日本政府が自衛隊イラク派遣の1年間延長を決定。
- 2015年 - 靖国神社トイレ爆破事件の被疑者が逮捕される。
- 2015年 - 福岡県警早良署が誤認逮捕をしていたと発表し、別の者を書類送検。
- 2019年 - ニュージーランドのホワイト島で火山噴火。観光客が巻き込まれて12日時点で8人が死亡、8人が行方不明[6]。
- 2022年 - プロ野球で初の現役ドラフトが開催される。

## 誕生日
- 1508年 - ゲンマ・フリシウス、数学者、地図製作者 (+ 1555年)
- 1608年 - ジョン・ミルトン、詩人（+ 1674年）
- 1717年 - ヨハン・ヨアヒム・ヴィンケルマン、美術史家（+ 1768年）
- 1796年 - エミーリエ・ツムシュテーク、音楽家（+ 1857年）
- 1832年 - アーダルベルト・クリューガー、天文学者（+ 1896年）
- 1837年 - エミール・ワルトトイフェル、作曲家（+ 1915年）
- 1837年（天保8年11月2日） - 樺山資紀、薩摩藩士、政治家（+ 1922年）
- 1842年 - ピョートル・クロポトキン、政治思想家、地理学者、社会学者、生物学者（+ 1921年）
- 1868年 - フリッツ・ハーバー、物理化学者、電気化学者（+ 1934年）
- 1869年 - 多梅稚、作曲家、チェリスト（+ 1920年）
- 1871年 - ジョー・ケリー、プロ野球選手（+ 1943年）
- 1872年 - サイ・セイモアー、プロ野球選手（+ 1919年）
- 1876年 - 太田水穂、歌人・国文学者（+ 1955年）
- 1882年 - ホアキン・トゥリーナ、作曲家（+ 1949年）
- 1885年 - 高橋勝四郎、獣医師（+ 1972年）
- 1889年 - ハンネス・コーレマイネン、陸上競技選手（+ 1966年）
- 1889年 - 井上成美、海軍大将（+ 1975年）
- 1890年 - 正田文右衛門 (6代)、醤油醸造家、元正田醤油社長（+ 1973年）
- 1891年 - 長谷川潔、版画家（+ 1980年）
- 1893年 - 内藤千代子、小説家（+ 1925年）
- 1894年 - 浜田庄司、陶芸家（+ 1978年）
- 1895年 - ランスロット・ホグベン、動物学者、遺伝学者（+ 1975年）
- 1896年 - 池田亀鑑、国文学者（+ 1956年）
- 1901年 - ジャン・メルモーズ、操縦士（+ 1936年）
- 1903年 - 宇佐美毅、宮内庁長官（+ 1991年）
- 1905年 - 本郷新、彫刻家（+ 1980年）
- 1905年 - ダルトン・トランボ、脚本家、映画監督（+ 1976年）
- 1906年 - グレース・ホッパー、計算機科学者（+ 1992年）
- 1911年 - 瀬島龍三、陸軍軍人、実業家、元伊藤忠商事会長（+ 2007年）
- 1916年 - 町田甲一、美術史家、武蔵野美術大学名誉教授（+ 1993年）
- 1916年 - カーク・ダグラス、俳優（+ 2020年）
- 1916年 - ヴォルフガング・ヒルデスハイマー、作家（+ 1991年）
- 1920年 - 永利勇吉、プロ野球選手（+ 1962年）
- 1925年 - 朝倉響子、彫刻家（+ 2016年）
- 1925年 - アーネスト・ゲルナー、歴史学者、哲学者（+ 1995年）
- 1926年 - 宮脇俊三、編集者、鉄道作家（+ 2003年）
- 1926年 - 佐田啓二、俳優（+ 1964年）
- 1928年 - 風間喜代三、言語学者、東京大学名誉教授
- 1929年 - ジョン・カサヴェテス、映画監督（+ 1989年）
- 1928年 - 風間喜代三、言語学者、東京大学名誉教授
- 1930年 - バック・ヘンリー、俳優、脚本家、映画監督（+ 2020年）
- 1930年 - 杉山真治郎、元プロ野球選手
- 1931年 - 岩下守道、プロ野球選手（+ 2015年）
- 1933年 - 吉田忠明、官僚、実業家、元トマト銀行社長（+ 2018年）
- 1934年 - ジュディ・デンチ、女優
- 1934年 - ジュニア・ウェルズ、歌手、ハーモニカ奏者（+ 1998年）
- 1935年 - 友川賢次、元プロ野球選手
- 1939年 - 横溝三郎、陸上競技選手、指導者（+ 2024年）
- 1939年 - 市川猿翁 (2代目)、歌舞伎役者（+ 2023年）
- 1940年 - 石渡清元、政治家（+ 2014年）
- 1941年 - 白石加代子、女優
- 1941年 - ボー・ブリッジス、俳優
- 1941年 - 高石ともや、フォークシンガー（+ 2024年）
- 1941年 - ヴォルフガング・ダンネ、フィギュアスケート選手（+ 2019年）
- 1942年 - 川合稔、レーシングドライバー（+ 1970年）
- 1943年 - 山内賢、俳優（+ 2011年）
- 1943年 - 新宅洋志、元プロ野球選手
- 1946年 - 飯田明弘、騎手、調教師（+ 2017年）
- 1947年 - 安彦良和、漫画家、キャラクターデザイナー
- 1947年 - 高須基仁、出版プロデューサー（+ 2019年）
- 1948年 - さいたまんぞう、歌手、タレント
- 1948年 - 押村光雄、分子生物学者、鳥取大学名誉教授
- 1948年 - 長谷川孝夫、政治家、千葉県鴨川市長
- 1948年 - 伊藤正男、プロレスラー、元大相撲力士
- 1950年 - 綾小路きみまろ、漫談家
- 1950年 - 井上夢人、小説家
- 1951年 - 生井けい子、バスケットボール選手
- 1952年 - ブルース・ボウクレア、元プロ野球選手
- 1953年 - 落合博満、元プロ野球選手、監督
- 1953年 - ジョン・マルコヴィッチ、俳優
- 1954年 - 山本博司、政治家
- 1955年 - 升毅、俳優
- 1955年 - 松原愛、女優、歌手
- 1955年 - 向殿あさみ、声優
- 1955年 - 朝潮太郎、元大相撲力士、年寄18代錦島（+ 2023年）
- 1955年 - 渡辺裕之、俳優（+ 2022年）
- 1956年 - ジャン＝ピエール・ティオレ、ジャーナリスト、作家
- 1956年 - 宮沢章夫、劇作家、演出家、作家、遊園地再生事業団主宰（+ 2022年）
- 1958年 - たがみよしひさ、漫画家
- 1959年 - 春風亭昇太、落語家
- 1959年 - 倉橋ルイ子、歌手
- 1960年 - 南牟礼豊蔵、元プロ野球選手
- 1960年 - フアン・サミュエル、元プロ野球選手
- 1961年 - 斉藤実、警察官僚、第96代警視総監
- 1962年 - 小池浩司、声優
- 1963年 - 皇后雅子、皇族、第126代皇后
- 1963年 - ペーター・ブランジェ、バレーボール選手
- 1964年 - 町井登志夫、小説家
- 1964年 - 町山広美、放送作家、コラム二スト
- 1965年 - 五味孝氏、ミュージシャン（T-BOLAN）
- 1966年 - 勝恵子、ニュースキャスター
- 1966年 - 長久由佳、車いすテニス選手
- 1966年 - 濱中英次、元プロ野球選手
- 1967年 - 小林勝、ミュージシャン（SADS、ザ・クロマニヨンズ）
- 1967年 - ジョシュア・ベル、ヴァイオリニスト
- 1968年 - 森山ゆうこ、女優
- 1968年 - 大塚いちお、イラストレーター、アートディレクター
- 1968年 - 木下和朗、憲法学者
- 1968年 - カート・アングル、プロレスラー
- 1969年 - 中田圭、映画監督、俳優、脚本家
- 1969年 - 植田英樹、タレント、編集者
- 1969年 - ジェイコブ・ディラン、ミュージシャン
- 1970年 - トニー・タラスコ、元プロ野球選手
- 1971年 - 佐野瑞樹、アナウンサー
- 1971年 - せがわきり、タレント、児童文学作家
- 1971年 - 関根裕之、元プロ野球選手
- 1971年 - ニック・ハイソング、陸上競技（棒高跳）選手
- 1971年 - ブラッド・ツイドリー、元プロ野球選手
- 1972年 - トレ・クール、ミュージシャン（グリーン・デイ）
- 1973年 - 岡田理江、タレント、女優
- 1973年 - トニー・バティスタ、元プロ野球選手
- 1973年 - 累央、俳優
- 1974年 - 平山昌雄、お笑いタレント
- 1974年 - 内海聡、内科医、作家、YouTuber
- 1974年 - 深谷亮司、元プロ野球選手
- 1975年 - bird、ミュージシャン
- 1975年 - アレクサンダー・カラカセビッチ、卓球選手
- 1975年 - 田渕ひさ子、ミュージシャン（元NUMBER GIRL、toddle、LAMA、bloodthirsty butchers）
- 1975年 - 佐藤純、ファッションモデル
- 1976年 - 福永祐一、騎手
- 1977年 - 黒田大輔、俳優
- 1977年 - 森広泰昌、元野球選手
- 1978年 - ISSA、歌手（DA PUMP）
- 1979年 - OLIVIA、歌手
- 1979年 - 上村愛子、モーグル選手
- 1979年 - ジリ・ヴァンソン、俳優
- 1979年 - まり、歌手（つしまみれ）
- 1979年 - 友利花、声優、歌手、グラビアアイドル
- 1979年 - エリック・スタルツ、プロ野球選手
- 1980年 - 高橋一生、俳優
- 1980年 - 北田俊亮、総合格闘家
- 1980年 - フレッド・ルイス、プロ野球選手
- 1981年 - マーディ・フィッシュ、プロテニス選手
- 1981年 - 玉手みずき、女優
- 1982年 - 岡本綾、女優
- 1982年 - 上野貴久、元プロ野球選手
- 1982年 - 内海あい、ミュージシャン（ナナ・イロ）
- 1983年 - ネスリハン・デミル、バレーボール選手
- 1983年 - エゴール・ゴロフキン、フィギュアスケート選手
- 1984年 - 牧口真幸、声優
- 1984年 - 小出祐介、ミュージシャン（Base Ball Bear）
- 1984年 - 山口智、アニメーター
- 1984年 - 鈴木裕[7]、競輪選手
- 1985年 - 松本さゆき、タレント、グラビアアイドル
- 1985年 - 海老瀬はな、女優
- 1985年 - 上出彩、声優
- 1985年 - 内海崇、お笑い芸人（ミルクボーイ）
- 1985年 - クジラックス、漫画家
- 1985年 - 高木唯、フリーダイビング選手
- 1986年 - 小堺翔太、フリーアナウンサー、タレント、司会者
- 1986年 - 神保貴宏、元プロ野球選手
- 1987年 - 中嶋あき、声優
- 1987年 - 中嶋ヒロ、声優
- 1988年 - クワドォー・アサモア、サッカー選手
- 1989年 - 大釜ケリー[8]、ファッションモデル、コスプレイヤー
- 1989年 - アニェニル・メンドーサ、プロ野球選手
- 1990年 - 雪祈、グラビアアイドル
- 1990年 - 田面巧二郎、元プロ野球選手
- 1990年 - ステイシー・パーフェッティ、フィギュアスケート選手
- 1990年 - クレイグ・イーストモンド、サッカー選手
- 1990年 - エブソン・パトリシオ・ヴァスコンセロス・ド・ナシメント、プロサッカー選手
- 1991年 - 猪狩ともか[9]、車いすアイドル（仮面女子）
- 1991年 - 島津恵梨花、女優
- 1991年 - 高田美樹、アナウンサー
- 1991年 - 小菅由香、バスケットボール選手
- 1991年 - アメル・ブレコヴィチ、フィギュアスケート選手
- 1991年 - アダム・エンゲル、プロ野球選手
- 1991年 - ミンホ、ミュージシャン（SHINee）
- 1992年 - 高木善朗、サッカー選手
- 1992年 - 勝俣瞬馬、プロレスラー
- 1992年 - MAB、ものまね芸人
- 1994年 - 松田芙由香、女優
- 1995年 - 大西樹、ラグビー選手
- 1995年 - マッケイラ・マロニー、体操選手
- 1996年 - 片山友希[10]、女優
- 1996年 - 立浦葉由乃、プロゴルファー
- 1996年 - 小松海佑、お笑い芸人（元銀兵衛）
- 1996年 - ヘイウッド・ハイスミス、バスケットボール選手
- 1997年 - 岡野洵、サッカー選手
- 1998年 - 千徳有寛、サッカー選手
- 1998年 - 日高拓海、元プロ野球選手
- 1998年 - 八木ましろ、声優、女優
- 2000年 - ディアナ・ニキチナ、フィギュアスケート選手
- 2000年 - ASUKA、元アイドル（元meme tokyo.）
- 2000年 - 宮崎竜成、プロ野球選手
- 2003年 - ユナ、アイドル（ITZY)
- 2004年 - J、アイドル（STAYC)
- 2005年 - NI-KI、アイドル（ENHYPEN)
- 2008年 - 稲光亜依、グラビアアイドル
- 2009年 - 西川愛莉、女優
- 2012年 - 大野さき、女優、モデル
- 生年不詳 - 祭田絵理、声優、ナレーター
- 生年不詳 - 柏矢倉千佳、トランペット奏者
- 生年不詳 - 深沢桂子、作曲家、音楽監督
- 生年不詳 - 高木愛、元アイドル（キプリスモルホォ）

## 忌日

### 人物

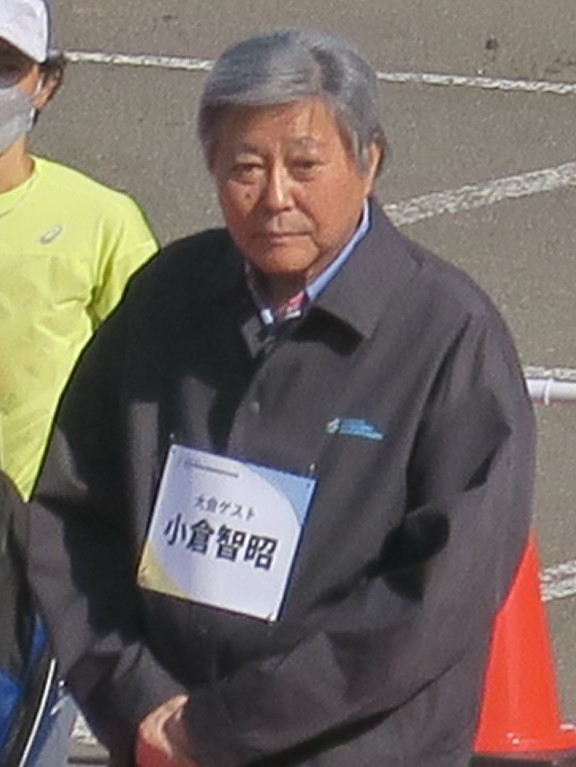
アナウンサー、小倉智昭(1947-2024)没。フジテレビ系朝の情報番組「とくダネ！」の司会を1999年から22年間にわたって務めた。

- 1165年 - マルカム4世、スコットランド王（* 1142年）
- 1416年（応永23年11月20日） - 伏見宮栄仁親王、南北朝・室町時代の皇族、伏見宮始祖（* 1351年）
- 1437年 - ジギスムント、神聖ローマ帝国皇帝（* 1368年）
- 1565年 - ピウス4世、第224代ローマ教皇（* 1499年）
- 1641年 - アンソニー・ヴァン・ダイク、画家（* 1599年）
- 1662年（寛文2年10月29日） - 水野勝貞、第3代福山藩主（* 1625年）
- 1669年 - クレメンス9世、第238代ローマ教皇（* 1600年）
- 1706年 - ペドロ2世、ポルトガル王（* 1648年）
- 1793年 - ポリニャック伯爵夫人、マリー・アントワネットの寵臣（* 1749年）
- 1806年（文化3年10月30日） - 市川團十郎 (5代目)、歌舞伎役者（* 1741年）
- 1864年（元治元年11月11日） - 益田親施、長州藩家老（* 1833年）
- 1864年（元治元年11月11日） - 国司親相、長州藩家老（* 1842年）
- 1882年 - 佐田介石、浄土真宗本願寺派の僧（* 1818年）
- 1901年 - 木村芥舟、江戸幕府軍艦奉行（* 1830年）
- 1916年 - 夏目漱石、小説家（* 1867年）
- 1930年 - ルーブ・フォスター、プロ野球選手（* 1879年）
- 1932年 - カール・ブロスフェルト、写真家、植物学者（* 1865年）
- 1935年 - 川田正澂、教育者（* 1864年）
- 1937年 - ニルス・グスタフ・ダレーン、エンジニア、実業家（* 1869年）
- 1944年 - 京井秋行、野球選手（* 1920年）
- 1945年 - 尹致昊、大韓帝国の政治家、朝鮮貴族、貴族院議員（* 1865年）
- 1951年 - 芦田惠之助、教育者（* 1873年）
- 1953年 - イサイ・ドブローウェン、指揮者（* 1893年）
- 1954年 - 吉田茂、内務官僚、貴族院議員（* 1885年）
- 1954年 - ビル・マゴワン、メジャーリーグ審判（* 1896年）
- 1957年 - 下村宏、内閣情報局総裁（* 1875年）
- 1961年 - アルベルト・ブロッホ、画家、翻訳家（* 1882年）
- 1966年 - ユーリ・シャポーリン、作曲家（* 1887年）
- 1975年 - ウィリアム・A・ウェルマン、映画監督（* 1896年）
- 1975年 - ピエール・ボスト、作家、ジャーナリスト（* 1901年）
- 1976年 - ウェス・フェレル、プロ野球選手（* 1908年）
- 1977年 - 中尾碩志、プロ野球選手（* 1919年）
- 1987年 - 芹沢博文、将棋棋士（* 1936年）
- 1989年 - 開高健、作家（* 1930年）
- 1991年 - ベレニス・アボット、写真家（* 1898年）
- 1992年 - 篠田昌己、ミュージシャン、サックス奏者（* 1958年）
- 1994年 - 坂口謹一郎、応用微生物学者、東大農学部部長（* 1897年）
- 1994年 - 小林哲子、女優 (* 1941年)
- 1995年 - 鈴木竹雄、法学者（* 1905年）
- 1995年 - 逸見稔、テレビプロデューサー、オフィス・ヘンミ創業者（* 1933年）
- 1996年 - 酒井弘、歌手（* 1914年）
- 1997年 - 趙方豪、俳優（* 1956年）
- 1998年 - 若山彰、歌手（* 1927年）
- 2001年 - 原智恵子、ピアニスト（* 1914年）
- 2002年 - 千葉茂、プロ野球選手、監督（* 1919年）
- 2004年 - リア・デ・メイ、アダルトモデル、ポルノ女優（* 1976年）
- 2005年 - シャーンドル・ジェルジ、ピアニスト（* 1912年）
- 2005年 - 三宅春恵、ソプラノ歌手、フェリス女学院短期大学名誉教授（* 1918年）
- 2005年 - ロバート・シェクリイ、SF作家、脚本家（* 1928年）
- 2007年 - ラファエル・スペラフィコ、レーシングドライバー（* 1981年）
- 2008年 - 中村保男、翻訳家、作家（* 1931年）
- 2008年 - 尾崎睦、実業家、元日本港運協会会長、元上組会長兼CEO（* 1932年）
- 2008年 - ドラジャン・イェルコヴィッチ、サッカー選手、指導者（* 1936年）
- 2008年 - ユーリ・グラズコフ、軍事、宇宙飛行士（* 1939年）
- 2009年 - 吉村茂夫、実業家、元南海電気鉄道社長、元南海ホークスオーナー（* 1918年）
- 2009年 - ジーン・バリー、俳優（* 1919年）
- 2009年 - キエル・エウヘニオ・ラウヘルド・ガルシア、軍事、政治家、元グアテマラ大統領（* 1930年）
- 2009年 - ファラマルズ・パイヴァール、作曲家、サントゥール奏者（* 1933年）
- 2010年 - 林義雄、童画画家（* 1905年）
- 2010年 - 豊田正子、作家、随筆家（* 1922年）
- 2010年 - 松崎明、労働運動家、元国鉄動力車労働組合委員長（* 1936年）
- 2010年 - 朝倉喬司(遺体発見日)、ノンフィクション作家（* 1943年）
- 2011年 - 松園直已、実業家、ヤクルト本社元副会長、ヤクルトスワローズ球団第3代オーナー（* 1922年）
- 2011年 - 岸千恵子、民謡歌手（* 1942年）
- 2012年 - アレックス・モールトン、実業家、サスペンション技術者（* 1920年）
- 2012年 - ノーマン・ジョセフ・ウッドランド、発明家（* 1921年）
- 2012年 - 川島廣守、警察官僚、日本野球機構第10代コミッショナー（* 1922年）
- 2012年 - 竹花梓、ファッションモデル、女優（* 1976年）
- 2013年 - 巽豊彦、英文学者、上智大学名誉教授、東京工科大学名誉教授（* 1916年）
- 2013年 - 海渡五郎[11]、実業家、エトワール海渡会長（* 1928年）
- 2013年 - 長谷雄幸久、政治家（* 1933年）
- 2013年 - 三浦威、俳優（* 1938年）
- 2014年 - ロバート・キノシタ、ロボットデザイナー（* 1914年）
- 2014年 - 堀内護、歌手（ガロ）（* 1949年）
- 2015年 - 平井隆太郎、心理学者、立教大学名誉教授（* 1921年）
- 2015年 - 吉田桂二、建築家、一級建築士、工学博士（* 1930年）
- 2015年 - 野坂昭如、作家、作詞家、政治家（* 1930年）
- 2016年 - マリオ・ミラノ、プロレスラー（* 1935年）
- 2017年 - 中島平太郎、技術者、元日本オーディオ協会会長、アイワ社長（* 1921年）
- 2017年 - 安嶋弥、文部官僚、歌人、教育学者、第3代文化庁長官、元宮内庁東宮大夫（* 1922年）
- 2017年 - 小田村四郎、大蔵官僚、明成社社長、拓殖大学第16代総長、元行政管理事務次官（* 1923年）
- 2017年 - 川越守、指揮者、編曲家、北海道大学交響楽団桂冠指揮者（* 1932年）
- 2018年 - 川北博、公認会計士、元日本公認会計士協会会長（* 1925年）
- 2018年 - リカルド・ジャコーニ、天文学者・宇宙物理学者、2002年ノーベル物理学賞受賞者（* 1931年）
- 2018年 - 重由美子、セーリング選手（* 1965年）
- 2019年 - エリザベス・サザーランド、貴族、政治家、第24代サザーランド女公爵（* 1921年）
- 2019年 - 石橋政嗣、政治家、第9代日本社会党委員長（* 1924年）
- 2019年 - 金宇中、実業家、大宇グループ創業者（* 1936年）
- 2019年 - 岡本一雄、実業家、元トヨタ自動車副社長・日野自動車会長（* 1944年）
- 2020年 - 横山アキラ、漫才師（横山ホットブラザーズ）（* 1932年）
- 2020年 - アレックス・オルメド、元テニス選手、国際テニス殿堂（* 1936年）
- 2020年 - レイ・パーキンス、元アメリカンフットボール選手、指導者（* 1941年）
- 2020年 - 織田無道、僧侶、タレント（* 1952年）
- 2020年 - パオロ・ロッシ、サッカー選手（* 1956年）
- 2021年 - 他阿真円（加藤円住）、時宗僧侶、時宗第74世法主、元岡崎市議会議員（* 1919年）
- 2021年 - カーラ・ウィリアムズ、女優（* 1925年）
- 2021年 - 三角荘一[12]、有機化学者、大阪大学名誉教授（* 1925年または1926年）
- 2021年 - リナ・ウェルトミューラー、映画監督、脚本家、アカデミー名誉賞（第92回）受賞者（* 1928年）
- 2021年 - 鈴木淳、作曲家、音楽プロデューサー（* 1934年）
- 2021年 - 山口知三、ドイツ文学者、京都大学名誉教授（* 1936年）
- 2021年 - アル・アンサー、レーシングドライバー、国際モータースポーツ殿堂（* 1939年）
- 2021年 - 上出洋介、地球・宇宙物理学者、名古屋大学名誉教授（* 1943年）
- 2022年 - 島袋宗康、政治家、元参議院議員、元沖縄社会大衆党委員長、元第二院クラブ代表（* 1926年）
- 2022年 - 岩成達也、詩人（* 1933年）
- 2022年 - 中村喜久男[13]、実業家、元岡村製作所（現オカムラ）社長（* 1933年）
- 2022年 - 谷野武信、製紙工芸家、人間国宝（* 1935年）
- 2022年 - 佐藤蛾次郎、俳優（* 1944年）
- 2023年 - 粕谷照美、政治家（* 1924年）
- 2023年 - 前田安彦[14]、食品化学者、宇都宮大学名誉教授（* 1931年）
- 2024年 - 小倉智昭、フリーアナウンサー、タレント、実業家（* 1947年）
- 2024年 - 桑江朝千夫、政治家、沖縄市長（* 1956年）

### 人物以外（動物など）
- 2006年 - まさお君、「ペット大集合!ポチたま」に出演していたラブラドール・レトリバー（* 1999年）
- 2021年 - ノボトゥルー、競走馬（* 1996年）

## 記念日・年中行事
- 国際腐敗防止デー
2003年のこの日に腐敗の防止に関する国際連合条約が調印されたことを記念。
- 独立記念日（ タンザニア）
1961年のこの日、現在のタンザニアの一部であるタンガニーカがイギリスから独立した。
- マウスの誕生日
ITの過去・現在・未来を考えることを目的に、2018年に「IT25・50」シンポジウム実行委員会が制定[15]。1968年12月9日、ITの父ダグラス・エンゲルバートによりインターネットの歴史の出発点となる「The Demo」が行われたことを記念。
- 皇后誕生日（地久節）（ 日本）
2019年（令和元年）以後、皇后雅子の誕生日。
- 障害者の日（ 日本）
1975年に国連総会で「障害者の権利宣言」が採択されたことを記念し、国際障害者年であった1981年の12月9日に開催された総理府（現内閣府）主催の中心記念事業「広がる希望の集い」で制定。
- 断臂摂心（ 日本）
神光慧可が、嵩山少林寺で中国禅宗の始祖達磨に入門を求めたが面会が叶わず、一夕雪の中に立ちつづけた。そこで、慧可は、臂(ひじ)を断ち切って誠意を示し、許されて達磨の弟子となった。この故事にならい、禅宗の寺院では、断臂摂心という坐禅が行われる。なお、毎年12月1日から8日まで、臘八摂心といい連日禅修行をするのが禅宗の修行道場の習わしになっている。これは、お釈迦様が6年間の苦行の後、菩提樹の木の下で12月1日から坐禅を組まれ、8日目の明け方に悟りを開かれたことに基づいている[16]。